# 黃梓謙
黃梓謙，MH，JP（1982年12月25日—），香港政治人物，現任深圳市前海管理局首席港澳聯絡專家。

## 背景
黃梓謙於屯門友愛邨長大，曾就讀順德聯誼總會何日東小學和順德聯誼總會譚伯羽中學。他是民主思路前聯席召集人，曾參與2016年立法會港島區直選，得10,028票落選，2019年修例風波期間，認為社會撕裂難以修補而退出。
2006年黃梓謙畢業於香港大學文學院，主修翻譯。其後，他於英國倫敦大學獲得法學學士。於英國牛津大學獲得外交學碩士，研究中美關係。北京清華大學社會科學院2021級社會學博士生，成為2021年清華大學學生年度人物。

## 政治生涯
黃梓謙曾多次參與立法會選舉，但均未能成功當選。除了2016年的參選經歷外，他在2021年立法會換屆選舉中再次參選選舉委員會界別，獲得956票，未能當選。隨後，他在2022年12月18日舉行的立法會選舉委員會界別補選中再度參選，獲得791票，同樣未能當選。

## 外部連結
- 黃梓謙競選網站
- 黃梓謙的Facebook專頁
- 黃梓謙的Instagram
- 黃梓謙的LinkedIn
- http://www.scmp.com/author/gary-wong-chi-him （页面存档备份，存于）